# Tetrix chongqingensis
Tetrix chongqingensis är en insektsart som beskrevs av Zheng, Z. och F-m. Shi 2002. Tetrix chongqingensis ingår i släktet Tetrix och familjen torngräshoppor. Inga underarter finns listade i Catalogue of Life.